# A kockázat
A kockázat (Risk) Isaac Asimov egyik sci-fi novellája, amely az Astounding Science Fiction magazin 1955. májusi számában jelent meg. Magyarul a Robottörténetek című novelláskötetben olvasható.

## Történet
|  | Alább a cselekmény részletei következnek! |

2031-ben járunk, s a Hiper Bázis végre elkészült az első hiperugrásra képes űrhajójával, a Parsec-kel, amelyet egy robot fog irányítani. Az első ugrás nagy esemény, a Hiper Bázison sok látogató van. A pilóta robotnak meg lett parancsolva, hogy a megfelelő időpontban húzza meg erősen a kart, és tartsa amíg két ugrást el nem végzett. A hajó azonban a várva-várt pillanatban nem mozdul. Susan Calvin megparancsolja Gerald Blacknek, aki közismerten rühelli a robotokat, hogy menjen fel a hajóra kideríteni, mi volt a baj, és hatástalanítsa az áramköröket. Ő természetesen fél felmenni, hiszen bármely pillanatban ugorhat a hajó, és a tesztnek kitett állatok mind eszüket vesztve tértek vissza, amit ő nem akart: egy robotot követel a feladatra. Calvin szerint viszont egy robot túl drága ahhoz, hogy elveszítsék, így Black semmit sem ér dühével, meg kell keresnie a hibát.
Black körülnéz a hajón, de nem lát semmi olyat, ami megakadályozhatta volna az indulást, ekkor azonban pillantása a robotra esik: meglátja, hogy az indítókar el van görbülve, mivel a robotnak az „erős” (ahogyan meghúzta a kart) sokkal erősebb mint az embernek. Gyorsan kikapcsolja az áramkört, majd elindul a robotpszichológushoz elégtételt venni rajta. Susan Calvin azonban felvilágosítja, hogy ő sejtette, hogy a robot a hibás, egy robot viszont képtelen megkeresni a bajt. Blacknek volt annyi ellenszenve a robotokkal szemben, hogy megvizsgálja a pilótát is, viszont amíg félt, addig hasznavehetetlen volt. Ezért dühítette fel azzal, hogy értéktelenebb, mint egy robot.
|  | Itt a vége a cselekmény részletezésének! |

## Megjelenések

### Angol nyelven
1. Astounding, 1955. május
2. The Rest of the Robots (Doubleday, 1964)
3. Eight Stories from The Rest of the Robots (Pyramid, 1966)
4. The Complete Robot (Doubleday, 1982)
5. The Robot Collection (Doubleday, 1983)

### Magyar nyelven
1. Galaktika, 1991. szeptember (ford.: Baranyi Gyula, Kockázat címmel)
2. Robottörténetek, II. kötet (Móra, 1993, ford.: Baranyi Gyula, Kockázat címmel)
3. Isaac Asimov teljes Alapítvány-Birodalom-Robot Univerzuma, I. kötet (Szukits, 2001, ford.: Baranyi Gyula)

| Előző           | Sorozat                                               | Következő      |
| --------------- | ----------------------------------------------------- | -------------- |
| Az eltűnt robot | Robot sorozat Alapítvány–Birodalom–Robot regényciklus | A csillagokba! |